# Дин, Джон (советник Никсона)
Джон Уэсли Дин III (англ. John Dean; род. 14 октября 1938, Акрон, Огайо) — американский юрист, с июля 1970 по апрель 1973 гг. занимавший должность советника президента США Ричарда Никсона. Дин известен своей ролью в сокрытии Уотергейтского скандала и последующими показаниями Конгрессу в качестве свидетеля. Его признание вины в совершении одного преступления в обмен на то, что он выступил ключевым свидетелем обвинения, в конечном итоге привело к сокращению срока заключения, который он отбывал в Форте Холаберд под Балтимором. После признания вины был лишён лицензии адвоката.
Вскоре после Уотергейтских слушаний Дин написал о своих переживаниях серию книг и совершил турне по США с лекциями. Впоследствии стал комментатором современной политики, автором книг и обозревателем журнала FindLaw’s Writ.
Изначально Дин был сторонником консерватора Барри Голдуотера, но впоследствии стал критиком Республиканской партии. В частности, Дин критикует поддержку президентов Джорджа Буша-младшего и Дональда Трампа, а также неоконсерватизм, сильную исполнительную власть, массовую слежку и войну в Ираке.

## Биография
Джон Дин окончил Вустер-колледж в 1961 году. В 1965 году он получил юридическое образование в Джорджтаунском университете. После этого Дин работал в юридической фирме в Вашингтоне. После внутреннего спора его оттуда уволили. Затем он стал главным советником республиканцев в Палате представителей США. В 1969 году перешёл в Министерство юстиции на руководящую должность. Затем стал советником Белого дома.
4 февраля 1962 года женился на Карле Энн Хеннингс; в браке родился один ребенок, Джон Уэсли Дин IV, а в 1970 году они развелись. 13 октября 1972 году Дин женился на Морин (Мо) Кейн.

### Уотергейтский скандал
Как юрисконсульт президента, Дин был причастен к незаконной деятельности «сантехников». Сантехники представляли собой небольшую секретную шпионскую группу, известную как Отдел специальных расследований, занимавшихся «ликвидацией утечек». Дин был одним из ответственных за сокрытие вместе с Джебом Магрудером. В личной беседе, когда разразился скандал, он предупредил Никсона «о раке, который будет угрожать его президентству».
После того, как журналисты осадили Дина перед его «Порше», Никсон пригласил Дина на несколько дней отдохнуть в президентской резиденции в Кэмп-Дэвиде. В этом приглашении была только одна загвоздка: Дин должен был написать отчёт Уотергейту о своей прошлой деятельности на Никсона. Этот доклад был бы щитом и мечом президента одновременно. Во-первых, Никсон мог бы сказать: «Послушайте, это всё, что я знаю об Уотергейте, и это только из этого отчета». Таким образом, Дин перешёл на другую сторону. Он поручил своему адвокату позвонить в прокуратуру. Предложение былоследующим: свидетельские показания высокопоставленного чиновника Белого дома против безнаказанности Дина. Прокурор согласился.
Дин предупредил прокуроров, которые всё еще расследовали только одну кражу со взломом, что кража со взломом Уотергейта была просто продолжением череды краж со взломом, совершённых «сантехниками». Его заявления раскрыли истинные масштабы Уотергейтского дела. Когда позже стало известно, что все разговоры в Белом доме были записаны на пленку и Дин столкнулся с этим, Дин лишь улыбнулся. Теперь стало ясно, что магнитофонные записи подтвердили заявления Дина (иначе только заявление Дина противоречило бы слову президента).
Его выступление перед следственной комиссией было подготовлено до мельчайших деталей. Например, Дин (который в остальное время носил только контактные линзы) носил очки в роговой оправе, которые придавали ему вид бухгалтера. Его жена Морин «Мо» также видна на заднем плане в образе образцовой жены. Дин свидетельствовал перед комитетом безоговорочно. Несмотря на его показания, сторонники жёсткой линии в прокуратуре одержали победу над Дином и обвинили его. Его готовность дать показания смягчила его приговор, и в итоге он был приговорен всего к четырем месяцам тюремного заключения за заговор, воспрепятствование правосудию и мошенничество со стороны правительства.

### После Уотергейта
Дин стал инвестиционным банкиром вскоре после Уотергейтского скандала и вышел на пенсию в 2000 году. Также пишет книги и ведёт лекции и по сей день. В 1976 году опубликовал книгу воспоминаний «Слепые амбиции». Позже по книге был снят телесериал. Последовали иски о клевете против книги Гордона Лидди «Тихий переворот» 1991 года. Дин живёт в Беверли-Хиллз.